# Алексинцы (Черниговская область)
Але́ксинцы (укр. Оле́ксинці) — село в Прилуксом районе Черниговской области Украины на реке Лысогор. Население — 410 человек. Занимает площадь 34,517 км².
Код КОАТУУ: 7425181001. Почтовый индекс: 17320. Телефонный код: +380 4639.

## Власть
Орган местного самоуправления — Сребнянская поселковая община. Почтовый адрес: 17300, Черниговская обл., Прилукский р-н, п. Сребное, ул. Мира, 43а.